# Elezioni legislative in Francia del 1988
Le elezioni legislative in Francia del 1988 si sono tenute il 5 (primo turno) e il 12 giugno (secondo turno). Esse sono state delle elezioni anticipate a causa della dissoluzione dell'Assemblée nationale a seguito della rielezione del Presidente della Repubblica François Mitterrand nel 1988. Esse hanno visto la vittoria della Maggioranza presidenziale, nell'ambito di una coalizione di sinistra. Primo ministro è stato quindi riconfermato Michel Rocard, che nel frattempo era stato nominato a questa funzione subito dopo le elezioni presidenziali.

## Contesto
Dalle precedenti legislative del 1986, la destra era maggioritaria e al governo, e il Presidente Mitterrand, con la dissoluzione, prevede di ottenere una maggioranza parlamentare per poter avere un governo socialista e applicare il suo programma presidenziale. La Francia è una repubblica semipresidenziale, e in caso di coabitazione prevale la "linea parlamentare", perché in ogni caso il governo deve essere espressione della maggioranza parlamentare.
La coalizione di sinistra Majorité présidentielle tuttavia non ottenne la maggioranza assoluta e, per tutta la legislatura, fu costretta a cercare l'appoggio esterno o dei comunisti o dei moderati centristi dell'Union du centre (gruppo parlamentare autonomo nato dall'UDF).
Il governo Rocard II – composto all'origine da 49 ministri – comprende personalità provenienti dal Partito Socialista e dal Partito Radicale di Sinistra. Ma, poiché l'alleanza di centro-sinistra PS-PRG non ha la maggioranza parlamentare assoulta, il governo è costretto ad un'apertura verso i centristi. Infatti il governo Rocard II comprende anche alcuni (8) ministri centristi provenienti dal Partito Radicale, dal Partito Repubblicano e dal Centro dei Democratici Sociali; i cui deputati si sono riuniti nel gruppo parlamentare Union du centre. Il Partito Comunista Francese invece non è rappresentato al governo.

## Risultati
| Liste                                       | Primo turno | Primo turno | Primo turno | Secondo turno | Secondo turno | Secondo turno | Totale seggi |
| Liste                                       | Voti        | %           | Seggi       | Voti          | %             | Seggi         | Totale seggi |
| ------------------------------------------- | ----------- | ----------- | ----------- | ------------- | ------------- | ------------- | ------------ |
| Partito Socialista (PS)                     | 8.493.702   | 34,76       | 37          | 9.198.778     | 45,31         | 223           | 260          |
| Raggruppamento per la Repubblica (RPR)      | 4.687.047   | 19,18       | 38          | 4.688.493     | 23,09         | 88            | 126          |
| Unione per la Democrazia Francese (UDF)     | 4.519.459   | 18,50       | 38          | 4.299.370     | 21,18         | 91            | 129          |
| Partito Comunista Francese (PCF)            | 2.765.761   | 11,32       | 1           | 695.569       | 3,43          | 26            | 27           |
| Fronte Nazionale (FN)                       | 2.359.528   | 9,66        | -           | 216.704       | 1,07          | 1             | 1            |
| Divers droite (DVD)                         | 697.272     | 2,85        | 3           | 522.970       | 2,58          | 13            | 16           |
| Majorité présidentielle (MAJ) (include DVG) | 403.690     | 1,65        | 1           | 421.587       | 2,08          | 6             | 7            |
| Movimento dei Radicali di Sinistra (RDG)    | 279.316     | 1,14        | 2           | 260.104       | 1,28          | 7             | 9            |
| Estrema sinistra (EXG)                      | 89.065      | 0,36        | -           | N.D.          | N.D.          | N.D.          | -            |
| Ecologisti (ECO)                            | 86.312      | 0,35        | -           | N.D.          | N.D.          | N.D.          |              |
| Estrema destra (EXD)                        | 32.445      | 0,13        | -           | N.D.          | N.D.          | N.D.          | -            |
| Regionalisti (REG)                          | 18.498      | 0,08        | -           | N.D.          | N.D.          | N.D.          | -            |
| Totale                                      | 24.432.095  |             | 120         | 20.303.575    |               | 455           | 575          |

I dati sopra indicati tengono conto delle seguenti circostanze:
- il 21 giugno 1988 (prima dell'inaugurazione della legislatura) furono annullati i risultati elettorali relativi al dipartimento dell'Oise, circoscrizioni nn. 1 (1031/1988 Conseil) e 2 (1030/1988 Conseil): entrambi i seggi erano stati attribuiti al primo turno (rispettivamente, Guy Desessart, DVD, e Jean-François Mancel, RPR), per cui i seggi complessivamente attribuiti al primo turno erano stati 122;
- nelle due circoscrizioni della Polinesia le elezioni si svolsero il 12 e il 26 giugno[1].

## Composizione dei gruppi
All'inaugurazione della legislatura l'Assemblea nazionale era composta come di seguito indicato.
| Gruppo                            | Membri | Apparentati | Totale | Partiti                                      |
| --------------------------------- | ------ | ----------- | ------ | -------------------------------------------- |
| Socialista                        | 258    | 17          | 275    | 260 PS, 9 MRG, 5 MAJ, 1 UDF                  |
| Raggruppamento per la Repubblica  | 127    | 3           | 130    | 125 RPR, 5 DVD                               |
| Unione per la Democrazia Francese | 81     | 9           | 90     | 87 UDF, 3 DVD                                |
| Unione del Centro                 | 34     | 7           | 41     | 39 UDF/CDS, 1 RPR, 1 DVD                     |
| Non iscritti                      | 37     | -           | 37     | 25 PCF, 2 PCF/PCR, 1 FN, 1 MAJ, 6 DVD, 2 UDF |
| Totale                            | 537    | 36          | 573    |                                              |

- Lionel Stoléru (UDF diss.) fu eletto con l'etichetta MAJ e la nuance UDF.
- I due deputati spettanti alla Polinesia (Alexandre Léontieff, DVD; Émile Vernaudon, MAJ) furono eletti il 26 giugno 1988; insediatisi il 29 giugno 1988, aderirono al gruppo dei non iscritti (totale: 39 membri).
- Il 16 luglio 1988 si costituisce il gruppo comunista (24 membri e un apparentato), già appartenenti al gruppo dei non iscritti.
- Deputati omonimi: Jean-Michel Boucheron (Charente, SOC) e Jean-Michel Boucheron (Ille-et-Vilaine, SOC); Bernard Schreiner (Bas-Rhin, RPR) e Bernard Schreiner (Yvelines, SOC).